# Ивановка (Шелаболихинский район)
Ива́новка — село в Шелаболихинском районе Алтайского края, Россия. Входит в состав Верх-Кучукского сельсовета.

## География
Село находится у озера Иваново.
Уличная сеть
В селе 2 переулка — Клубный, Южный и 2 улицы — Новая и Центральная
Расстояние до
- районного центра Шелаболиха 30 км.
- краевого центра Барнаул 105 км[5].

Ближайшие населенные пункты
Верх-Кучук 4 км, Новосёловка 11 км, Омутское 12 км, Ильинка 12 км, Селезнево 13 км, Луговое 13 км, Макарово 15 км Батурово 16 км.

## История
Основано в 1921 году. В 1928 году посёлок Ивановский состоял из 56 хозяйств, основное население — русские. В составе Весело-Гривского сельсовета Кипринского района Каменского округа Сибирского края.

## Население
| 1997 | 1998 | 1999 | 2000 | 2001 | 2002 | 2003 |
| ---- | ---- | ---- | ---- | ---- | ---- | ---- |
| 370  | ↗380 | ↗391 | ↗403 | ↘400 | ↘370 | ↘353 |
| 2004 | 2005 | 2006 | 2007 | 2008 | 2009 | 2010 |
| ↘346 | ↗350 | →350 | ↗354 | ↘350 | ↘296 | ↘279 |
| 2011 | 2012 | 2013 |      |      |      |      |
| →279 | ↘278 | ↘265 |      |      |      |      |

## Инфраструктура
Торговлю продуктами питания и розничными товарами осуществляет Шелаболихинское районное потребительское общество, оно же ведет заготовительно-перерабатывающую деятельность. Почтовое отделение, обслуживающее жителей села Ивановка, находится в соседнем селе Верх-Кучук, там же обучаются школьники. В селе есть ФАП, филиал киноустановки, магазин, беспроводное подключение к Интернету (wi-fi).

## Транспорт
Жители село пользуются транспортной сетью автомобильных региональных дорог, общественным транспортом (маршрут автобуса Барнаул—Макарово).